# Rougemont-le-Château
Rougemont-le-Château es una comuna francesa situada en el departamento del Territorio de Belfort, de la región de Borgoña-Franco Condado.
Los habitantes se llaman Rougemontois.

## Geografía
Está ubicada a 13 km al noreste de Belfort.

## Demografía
| 2 130 | 1 847 | 1 537 | 1 482 | 1 409 | 1 375 | 1 318 | 1 301 | 1 198 | 1 198 | 1 374 | 1 456 | 1 479 |
| Para los censos de 1962 a 1999 la población legal corresponde a la población sin duplicidades (Fuente: INSEE [Consultar]) |       |       |       |       |       |       |       |       |       |       |       |       |

## Ciudad hermana
- Dionysos, Grecia